# 加德納 (愛達荷州)
加德納（英語：Gardena）是位於美國愛達荷州博伊西縣的一個人口普查指定地區。

## 地理
加德納的座標為43°58′33″N 116°11′27″W / 43.97583°N 116.19083°W，而該地最高點為海拔高度818米（即2684英尺）。

## 人口
根據2010年美國人口普查的數據，加德納的面積為5.00平方千米，當中陸地面積為5.00平方千米，而水域面積為5.00平方千米。當地共有人口500人，而人口密度為每平方千米100人。